# Isola di Gorgona
(Claudio Rutilio Namaziano, De reditu, I, 515, V secolo d.C.)
L'isola di Gorgona si trova nel Mar Ligure, di fronte a Livorno, a 34 km dalla costa. Con i suoi 220 ettari di superficie, è la più piccola dell'Arcipelago toscano. È una frazione del comune di Livorno e faceva parte dell'ex II Circoscrizione.
L'isola è sede di una casa di reclusione (unica isola-prigione ancora attiva in Europa), in cui sono ospitati circa settanta detenuti con pene definitive da scontare; il Ministero della giustizia gestisce la colonia penale, mentre sono stati interrotti i trasporti marittimi.

## Geografia
Insieme alle isole di Capraia, Pianosa, Elba, Giglio, Giannutri e Montecristo, costituisce il Parco Nazionale Arcipelago Toscano, nato per tutelarne i loro ambienti naturali di grande valore culturale e scientifico. È prevalentemente montuosa e ricca di vegetazione tipica della macchia mediterranea, ma vi si trovano anche alcuni esemplari di castagno e ontano nero; il suo rilievo più alto misura 255 metri.
Percorrendo la linea della costa, si incontrano suggestive insenature e baie, come la Cala Scirocco, dove si apre la Grotta del Bove marino, un tempo rifugio delle foche monache. Verso ponente la costa cade a picco nel mare, mentre a levante digrada formando tre valli terminanti con piccole cale (Cala Maestra, Cala Marcona, Cala Scirocco).
Il suo centro civile è il paese degli antichi pescatori, che nel 2013 contava 67 abitanti.

### Clima
L'isola si caratterizza per il tipico clima mediterraneo, con contenute escursioni termiche diurne e stagionali.
Si verificano soltanto raramente intensi episodi di freddo invernale e di caldo intenso estivo; le precipitazioni, molto scarse in estate, si concentrano prevalentemente in autunno, con massimo secondario ad inizio primavera.
Le temperature medie della stazione meteorologica ufficiale sono influenzate dall'altitudine, data l'ubicazione presso il rilievo più elevato dell'isola.

### Flora e fauna
- Limonium gorgonae (Limonio di Gorgona)
- Limonium savianum
- Oxychilus gorgonianus (Chiocciola di Gorgona)
- Podarcis muralis ssp. vinciguerrai (Lucertola di Gorgona)

### Toponomastica dell'isola

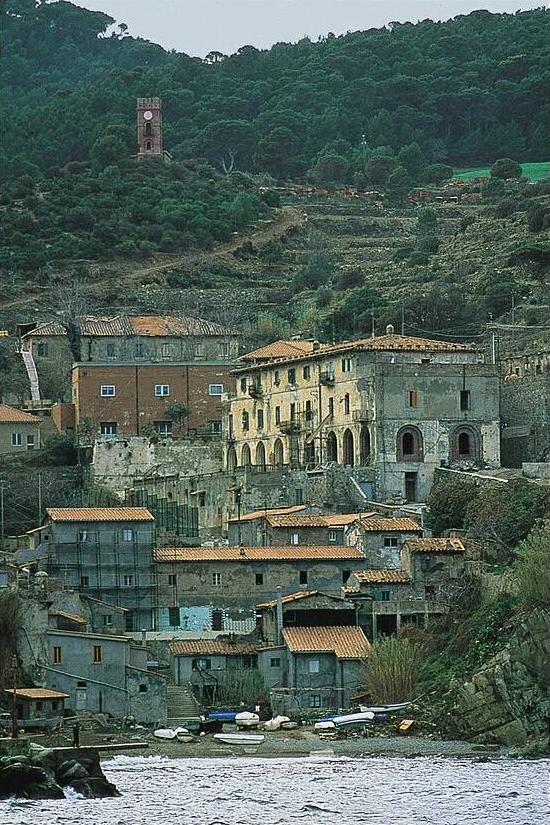
Veduta dello Scalo

- Insenature: Cala dell'Acqua, Cala Maestra, Cala Marcona, Cala Martina, Cala di Pancia, Cala dello Scalo, Cala Scirocco.
- Promontori: Punta dei Giunchi, Punta di Cala Maestra o Punta della Paratella, Punta di Cala Scirocco, Capo Zirri.
- Rilievi: Punta Gorgona, Punta Maestra, Punta Tacca, Punta Zirri, Belvedere, Guardia de' Frati, Pian delle Felci, Pian dei Morti.
- Isolotti: Scoglio della Chiana.

## Storia
L'isola, assieme a quella di Capraia, è citata da Dante Alighieri nel Canto XXXIII dell'Inferno, dove il poeta narra le vicende di Ugolino della Gherardesca:
del bel paese là dove 'l sì suona,

poi che i vicini a te punir son lenti,

muovasi la Capraia e la Gorgona,

e faccian siepe ad Arno in su la foce,

sì ch'elli annieghi in te ogne persona!,

Ché se 'l conte Ugolino aveva voce,

d'aver tradita te de le castella,

non dovei tu i figliuoi porre a tal croce»
L'isola fu conosciuta nell'Antichità classica come Urgo,Gorgon e Orgòn (in greco Oργών?). Il toponimo conserverebbe un'arcaica radice org- di origine preromana (similmente a toponimi sardi come Orgosolo, Orgoi e Orgodoro), il cui significato non ha alcun riferimento alle Gorgoni della mitologia greca. Dai marinai islamici del XVI secolo era chiamata Isola dei Castagni (Kestaneli Ada).
Gorgona fu abitata già dal Neolitico, come attestano i rinvenimenti di strumenti litici avvenuti nel settore meridionale dell'isola. Venne in seguito sporadicamente frequentata dagli Etruschi e dai Romani (presso l'attuale abitato si trovano resti di murature in opus reticulatum).
Già nel 416 Gorgona fu sede di monaci eremiti, come attesta Rutilio Namaziano nel De reditu suo che fondarono il monastero di Santa Maria e di San Gorgonio, nella cui chiesa si veneravano le reliquie di San Gorgonio, e che fu visitato da Caterina da Siena. Essi seguivano la regola cenobitica di Pacomio. Una Passio postuma del VII secolo racconta il martirio e la crocifissione di Santa Giulia avvenuto in Corsica a Nonza nel 450 e del recupero del corpo della santa da parte dei monaci di Gorgona e della sua sepoltura presso il monastero; nel 762, la moglie di Desiderio, l'ultimo re dei Longobardi, volle che le reliquie della santa fossero portate da Gorgona nella città di Brixia, oggi Brescia. Le reliquie furono dapprima portate a Livorno e poi traslate a Brescia nel monastero di San Salvatore e Santa Giulia. Santa Giulia è la patrona della Corsica e di Livorno. Nel 591 l'abate Orosio e Simmaco, furono mandati da papa Gregorio Magno a ristabilirvi la disciplina.
Nel 594 papa Gregorio Magno chiese a Venanzio, vescovo di Luni, di inviare l'ex presbitero Saturnino (o Saturo) in Gorgona e Capraia per prendersi cura dei due monasteri.
Il IX secolo è stato teatro delle sanguinose razzie dei pirati saraceni: in questo periodo l'isola fu abbandonata dai suoi abitanti e rimase deserta per circa due secoli trasformandosi in base di partenza e strategico punto di appoggio per i pirati.
Con il beato Bartolomeo Serafini, nel 1374, l'isola venne abitata dai Certosini.
Passata dal 1421 a Firenze, Gorgona, soggetta a frequenti incursioni barbaresche, venne abbandonata nel 1425 dai pochi certosini sopravvissuti ai saccheggi. Nel 1509 fu data in enfiteusi ai pisani Griffi, nel tentativo di ripopolarla e renderla più sicura con un presidio. In tale programma il granduca Cosimo I de' Medici nel 1567 fece risarcire e rafforzare l'antica torre pisana, dopo che nel 1564 aveva donato l'isola ai Basiliani.
Nel 1704 fu restituita da Cosimo III alla Certosa di Calci, che vi costruì una nuova torre a difesa della Cala Maestra. Nonostante i vari tentativi di coltivazione delle terre, i religiosi, scoraggiati, nel 1777 la restituirono al granduca Pietro Leopoldo che tentò allora di ripopolarla con agricoltori provenienti dalla Lucchesia, i Citti di Lugliano, i Dodoli e i Frascati, esentandoli da tasse. Vanificata la possibilità di renderla agricola, l'unica industria locale presente fu quella della produzione di acciughe salate che venivano scambiate dai mercanti inglesi con i merluzzi secchi di Terranova (stock fish).
La chiesa di San Gorgonio fu ricostruita e consacrata dal priore della Certosa di Calci nel 1723 e divenne parrocchia.
I Citti, uno dei cognomi più diffusi a Lugliano, agli inizi dell'Ottocento, popolarono l'isola, dando origine all'attuale paese dei pescatori. Il granduca di Toscana inviò circa duecento contadini per coltivare l'isola, che poi divennero pescatori grazie agli insegnamenti dei camoglini che durante il periodo estivo si trasferivano a Gorgona per la pesca e salagione delle acciughe. 
Nel 1869 una parte dell'isola fu destinata a colonia penale all'aperto come succursale di quella di Pianosa. Nel XXI secolo, la comunità civile dall'area penitenziaria ed i pochi residenti continuano ad integrarsi negli stessi spazi, con  le gite turistiche organizzate costituiscono una integrazione di tipo sociale per la riabilitazione del detenuto. 
Il 4 febbraio 1973, la nave Espresso Sardegna a causa di una fortissima libecciata  sbandò improvvisamente mentre era a ridosso della Gorgona perdendo parte del carico di pesanti autotreni. Il comandante visto lo sbandamento diede l'ordine di abbandono nave e quando le lance furono in mare la nave si rovesciò davanti a cala Martina.
Il 17 dicembre 2011 una nave cargo perse al largo della Gorgona, a causa del maltempo, due semi-rimorchi che trasportavano fusti contenenti materiale tossico-nocivo, riaprendo il tema dei rifiuti nel mar Mediterraneo.

## Monumenti e luoghi di interesse
Sull'isola, ancora incontaminata, si trovano due fortificazioni: la Torre Vecchia, pisana, e la Torre Nuova, medicea. Interessante è la chiesa di San Gorgonio, fortificata. Più in alto è situata Villa Margherita, costruita sui resti romani, dove è stata allestita una colonia agricola. Alla sommità dell'isola si trova il complesso che originariamente ospitava il Semaforo dell'isola di Gorgona, ora automatico e prima gestito dalla Marina Militare italiana.

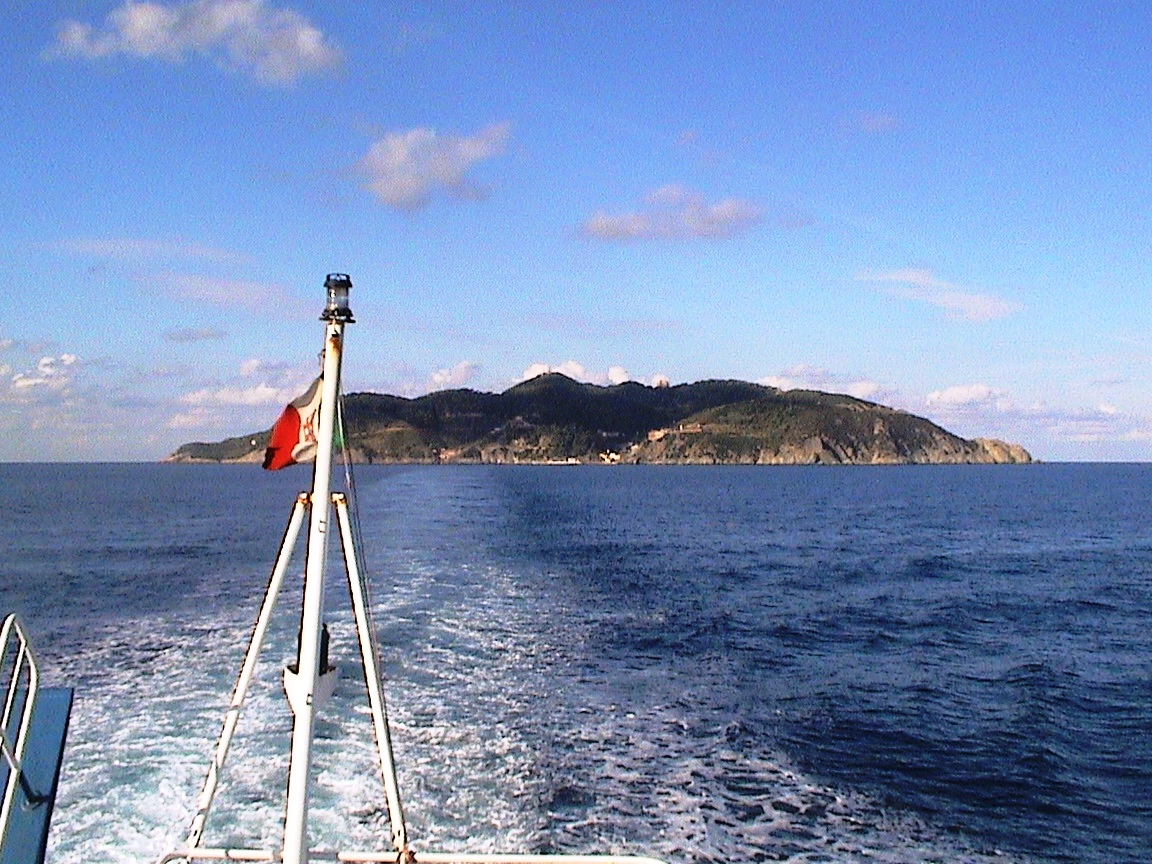
Veduta dell'intera isola di Gorgona
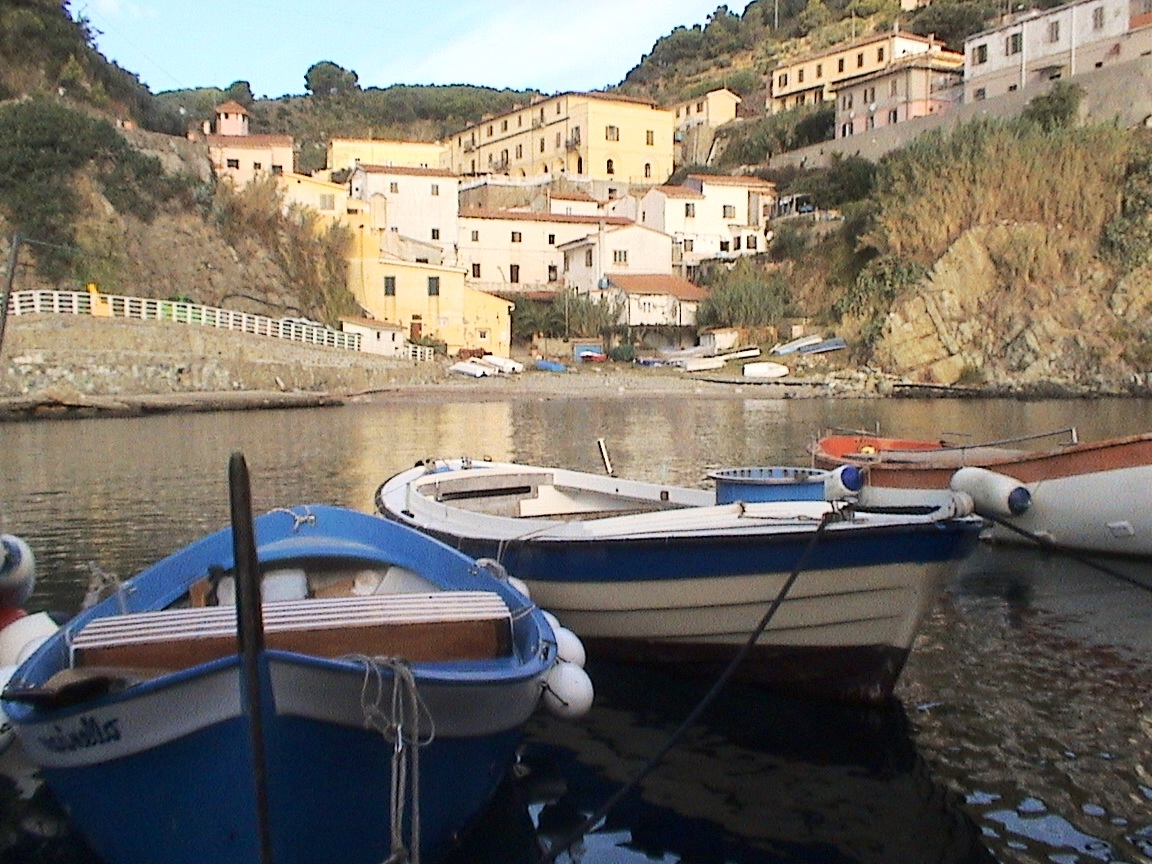
Il paese visto dal porticciolo
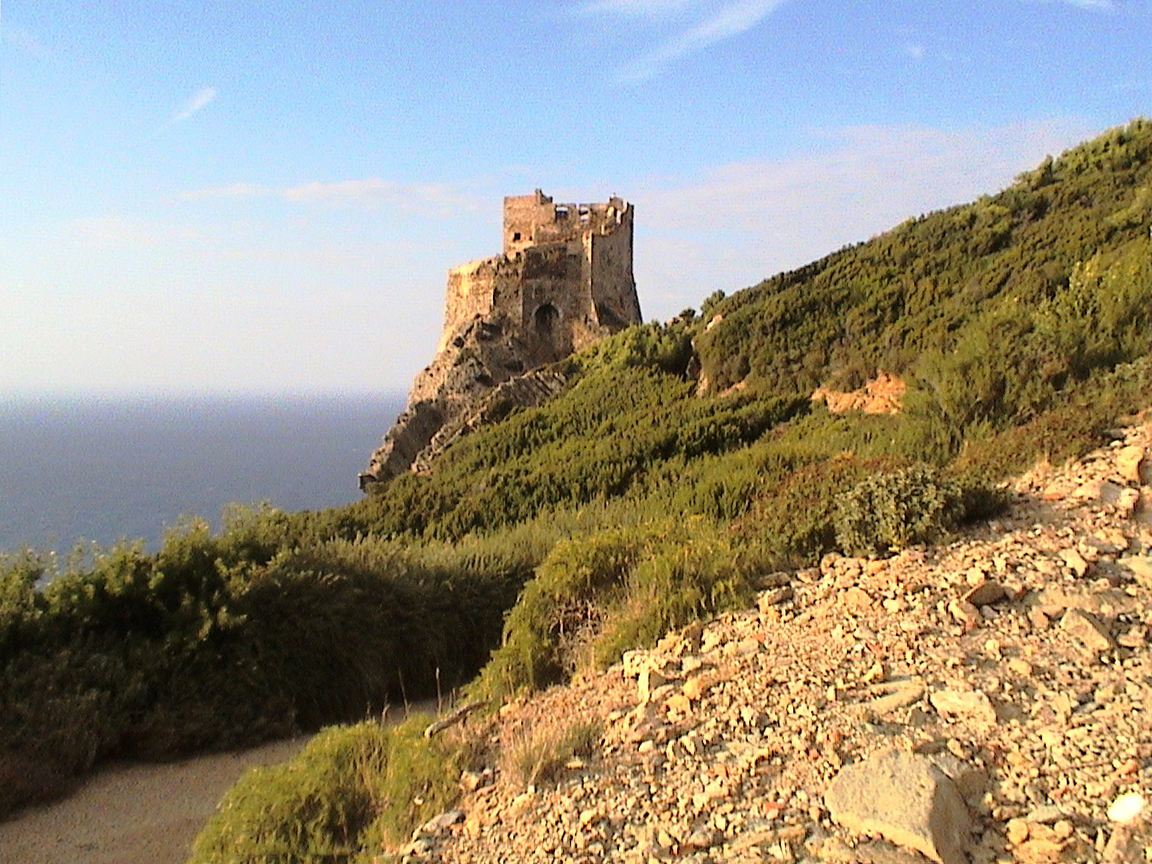
La Torre Vecchia
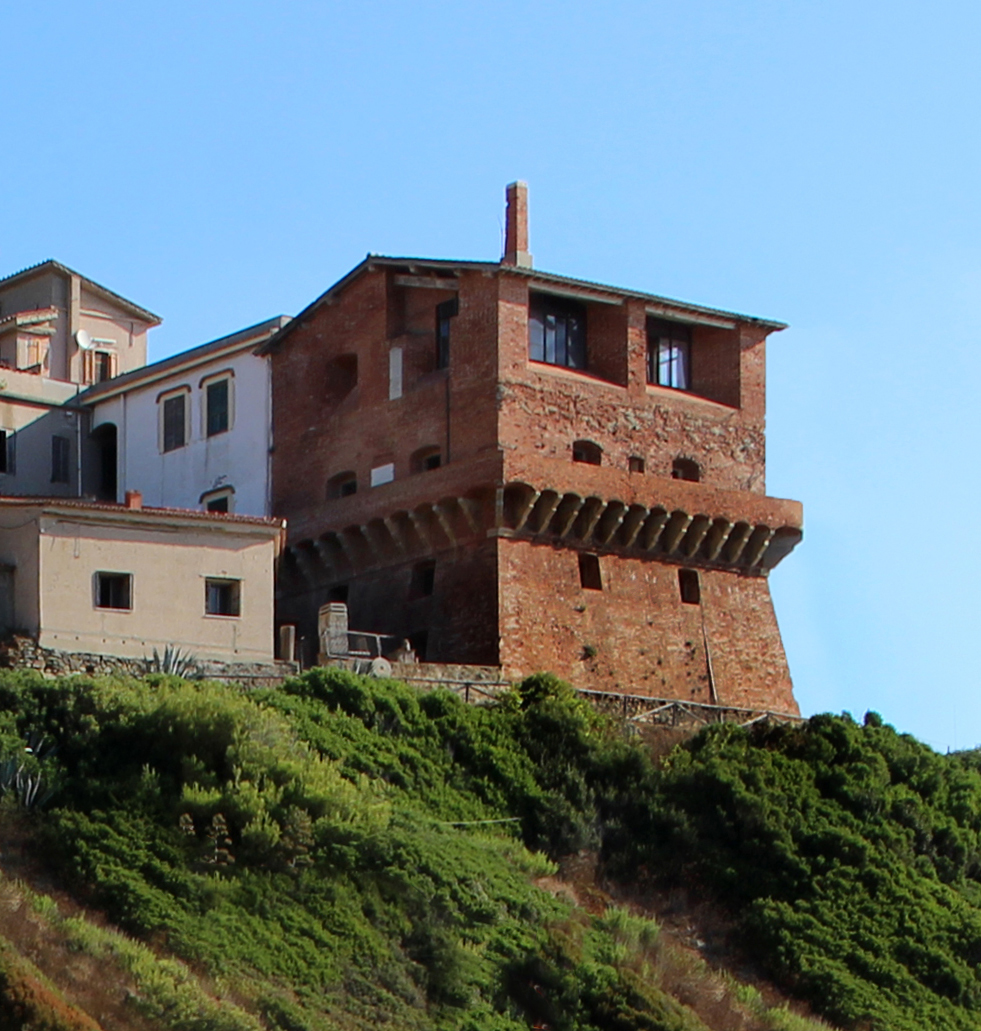
La Torre Nuova